# Sara Stridsberg

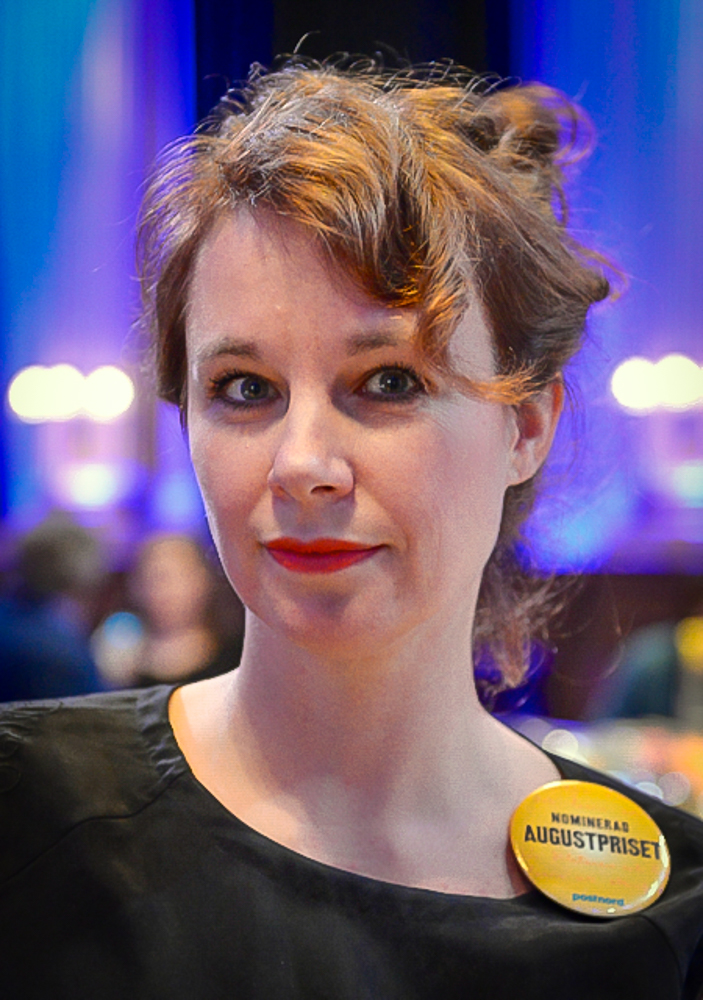
Sara Stridsberg (2014)

Sara Brita Stridsberg (* 29. August 1972 in Solna, Schweden) ist eine schwedische Journalistin, Übersetzerin, Roman- und Theaterautorin und war von 2016 bis 2018 Mitglied der Schwedischen Akademie. Seit Januar 2011 ist sie Mitglied der Literaturakademie Samfundet De Nio.

## Werk
Ihr erster Roman Happy Sally (2004) handelt von Sally Bauer, der ersten Skandinavierin, die den Ärmelkanal durchschwamm. Für ihren zweiten Roman, Drömfakulteten (2006; dt. Traumfabrik, 2010) erhielt sie 2007 den renommierten Literaturpreis des Nordischen Rates. Der Roman entstand, nachdem Stridsberg Valerie Solanas’ 1968 verfasstes „Manifest der Gesellschaft zur Vernichtung der Männer“ (“S.C.U.M.”: Society for Cutting Up Men) ins Schwedische übertragen hatte. Es ist eine fiktionale Erzählung zur historischen Persönlichkeit Solanas`, der Frau, die auf Andy Warhol schoss. In ihrem Theaterstück Valerie Jean Solanas ska bli president i Amerika (Valerie Solanas, Präsidentin von Amerika!) hat sie den Stoff für die Bühne bearbeitet. Ihr dritter Roman, Darling River (2010), setzt sich mit Vladimir Nabokovs Lolita auseinander.
2010/11 hatte Sara Stridsberg eine Samuel-Fischer-Gastprofessur für Literatur an der Freien Universität Berlin inne.

## Auszeichnungen (Auswahl)
- 2004: Schwedischer Essäfonds Preis
- 2006: Aftonbladets Literaturpreis
- 2007: Literaturpreis des Nordischen Rates für Drömfakulteten
- 2008: Gustaf-Fröding-Stipendium
- 2010: Tidningen VI:s Literaturpreis für Darling River
- 2015: Großer Preis des Samfundet De Nio
- 2015: Literaturpreis der Europäischen Union für Beckomberga – Ode till min familj
- 2015: Aniara-Preis für Beckomberga – Ode till min familj
- 2016: Selma-Lagerlöf-Preis
- 2019: Romanpreis des Schwedischen Radios für Kärlekens Antarktis[1]

## Schriften
Sachbücher
- Juristutbildningen ur ett genusperspektiv 1999
- Det är bara vi som är ute och åker 2002

Belletristik
- Happy Sally, 2004
- Drömfakulteten, 2006
  - Traumfabrik, S. Fischer, Frankfurt am Main 2010, ISBN 978-3-10-074435-7.
- Darling River, 2010
  - Darling River. Doloresvariationen. Übersetzung Ursel Allenstein. S. Fischer, Frankfurt am Main 2013, ISBN 978-3-10-090052-4.
- Beckomberga – Ode till min familj, 2014
  - Das große Herz : Roman. Übersetzung Ursel Allenstein. München : Carl Hanser, 2017
- Kärlekens Antarktis, 2018

Theaterstücke
- Valerie Jean Solanas ska bli president i Amerika, UA: 26. September 2006[2], Dramaten Stockholm
  - Valerie Solanas, Präsidentin von Amerika!, Übersetzung Jana Hallberg, Verlag Felix Bloch Erben, Berlin, DSE: 1. September 2017[2][3], Städtische Bühnen, Osnabrück
- Medealand, UA: 21. Februar 2009[4], Dramaten Stockholm
  - Medealand, Übersetzung Jana Hallberg, Verlag Felix Bloch Erben, Berlin
- American Hotel, UA: 4. März 2016, Stockholms Stadsteater[5]
  - American Hotel, Übersetzung Jana Hallberg, Verlag Felix Bloch Erben, Berlin